# Draved Skov
Draved Skov (dra-ved = sump-skov) er en ca. 250 ha stor skov 4 km syd for Løgumkloster. Den står på meget varierede jordbundsforhold, for dele af den står på Kongsbjerg bakkeø, mens andre dele breder sig ud over de tidligere hedesletters magre sandbund. Området får rigeligt med nedbør (tæt på 900 mm/år) og har høj grundvandstand. Det skaber helt specielle betingelser, som har dannet grundlaget for en fugtpræget, blandet løvskov. Af historiske grunde er Draved Skov en af de mest uberørte naturskove i Danmark. Selve skoven har i lange perioder været omgivet af moser, hvilket har gjort træhugst besværligt og urentabelt. Derfor har denne skov været næsten urørt helt op til vores tid.
Kongens Mose, der ligger umiddelbart vest for skoven, er i dag en af landets største højmoser. Den har været udnyttet til tørvegravning, men er nu fredet, ligesom al landbrugsdrift er ophørt på andre arealer, der grænser op til skoven. Da dyrkning og tørvegravning ophørte, kunne man opgive at afvande mosen, sådan at store dele af den nu står under vand.

## Jordbund
Undergrunden på bakkeøen består mest af moræneler. Under den seneste istid blev leret dækket af små flade sandklitter, som efterhånden blev skjult under et morrlag på ca. 20 cm tykkelse. Det er grunden til, at landskabet i skoven er let kuperet, og det er også derfor, at overjorden kan skifte fra muldrig (over lerbunden), via sandmuldet eller morragtig (over klitterne) til fugtig og humusrig i (i lavningerne og på mosefladen). 

## Træbevoksning
En så varieret jordbund fremkalder en mosaikagtig bevoksning, hvor hver enkelt planteart etablerer sig på netop de steder, hvor bunden passer den bedst. De dominerende arter er nu Eg, Lind og Rød-El, men også Almindelig Ask, Almindelig Hassel, Almindelig Kristtorn, Almindelig Røn, Birk, Bævre-Asp, Hvidtjørn, Skov-Æble og Tørst.

## Naturskov
Ca. 10 ha urørt skov blev fredet i 1948 til videnskabelige undersøgelser. Området blev udvidet, da man i 1963 fredede yderligere 20 ha gammel skov. I tilgift blev 50 ha mose med skovagtig bevoksning ligeledes fredet. I 1994 besluttede man at omlægge driften af hele skoven, dvs. ca. 250 ha, til urørt skov. I samme ånd blev granplantninger ryddet væk og drængrøfterne fyldt op eller opstemmet. På den måde er Draved skov i dag den største sammenhængende, urørte skov i Danmark.
Området er en del af Natura 2000-område nr. 99: Kongens Mose og Draved Skov og er både habitatområde (H88) og fuglebeskyttelsesområde  (F61). Draved Skov blev i 2022 udpeget til en del af den 564 hektar store naturnationalpark Draved Skov og Kongens Mose